# Ranulph le Meschin, 1. Earl of Chester
Ranulph le Meschin (auch Ranulph de Briquessart, * 1074; † Januar 1129) war ein anglo-normannischer Adliger. Er war 1. Earl of Chester in England und Vizegraf von Avranches und Bayeux in der Normandie.

## Leben
Er war der Sohn von Ranulph de Briquessart († 1089), Vizegraf von Bayeux, Herr der Burg Briquessart-en-Livry im Bessin, aus dessen Ehe mit Marguerite, Tochter des Richard le Goz, Vizegraf von Avranches.
Nach der normannischen Eroberung Englands und der darauf folgenden Unterwerfung des Nordens erhielt Ranulph le Meschin große Güter, darunter das Lehen Appleby und die Stadt Carlisle. Nach dem Tod seines Vetters Richard d’Avranches, 2. Earl of Chester († 1120) erbte er von ihm die Vizegrafschaft Avranches und wurde 1121 auch als Earl of Chester neu eingesetzt.
Ranulph wurde darüber hinaus durch seine um 1093 geschlossene Ehe mit Lucy of Bolingbroke (* um 1079; † 1138) der größte Landbesitzer in Lindsey. Lucy, deren Verwandtschaft und Ehen umstritten sind, war vielleicht die Tochter von Turold, Sheriff von Lincoln, wahrscheinlicher aber die Enkelin mütterlicherseits von Guillaume I. Malet, Lord of Graville (Haus Malet). Mit Lucy hatte er mindestens zwei Kinder:
- Ranulph de Gernon, 2. Earl of Chester (* 1099; † 1153);
- Adelize/Alice le Meschin (* 1102; † 1128), ⚭ 1116 Richard FitzGilbert de Clare.